# Marblepsis nyses
Marblepsis nyses är en fjärilsart som beskrevs av Druce 1887. Marblepsis nyses ingår i släktet Marblepsis och familjen tofsspinnare. Inga underarter finns listade i Catalogue of Life.